# Gare de Nanchang
La gare de Nanchang est une gare ferroviaire chinoise situé à Nanchang. Elle a ouvert en 1935.